# Station Feniton
Feniton is een spoorwegstation van National Rail in Feniton, East Devon in Engeland. Het station is eigendom van Network Rail en wordt beheerd door South Western Railway. 